# Konrad Witz

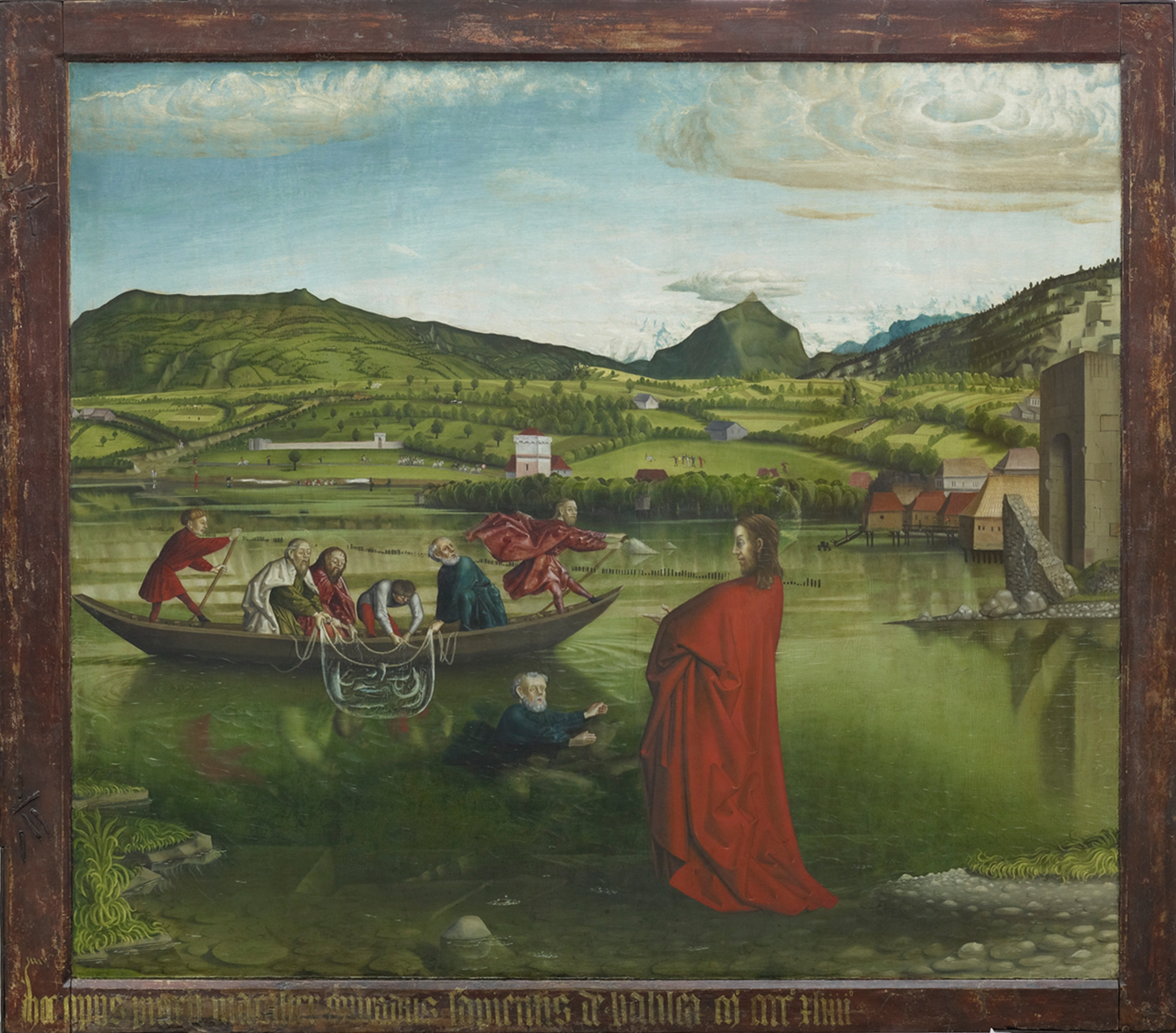
Der wunderbare Fischzug vom Genfer Petrusaltar, 1444

Konrad Witz  (* um 1400 wahrscheinlich in Rottweil; † um 1446 in Basel) war ein oberdeutscher Maler in der ersten Hälfte des 15. Jahrhunderts. Er zählt gemeinsam mit Hans Hirtz zu den bedeutendsten Vertretern der oberrheinischen Malerei der Spätgotik bzw. der von den Niederländern, vor allem von Jan van Eyck, beeinflussten ars nova.

## Leben
Wo Witz seine Ausbildung erhalten hat, ist ungeklärt. In der kunsthistorischen Forschung wird davon ausgegangen, dass er seine Wanderjahre in Burgund und in den Niederlanden verbrachte. Der Kunsthistoriker Florens Deuchler vermutet eine Studienreise nach Italien, die ihn nach Ferrara und sogar nach Florenz geführt habe. In Florenz, so Deuchler, soll er mit der Kunst der italienischen Frührenaissance in Kontakt gekommen sein und somit eine „Scharnierfunktion“ zwischen der Kunst südlich und nördlich der Alpen übernommen haben. In jedem Fall war Basel zur Zeit Witz’ ein Zentrum internationalen Austausches, da dort von 1431 bis 1449 das Basler Konzil stattfand. Witz konnte dort mit reichen Mäzenen und bedeutenden Künstlern in Kontakt kommen.
Erst im Jahr 1897 wurde die Signatur von Konrad Witz auf dem Originalrahmen des Petrusaltares, den Witz für die Genfer Kathedrale St. Peter geschaffen hatte, durch Daniel Burckhardt-Werthemann, einen an der Öffentlichen Kunstsammlung Basel tätigen Kunsthistoriker, entdeckt. Auf dem Rahmen ist zu lesen: „Dieses Werk malte Meister Konrad Witz aus Basel 1444“ (Im lateinischen Original: „hoc opus pinxit magister conradus sapientis“de basilea mccccxliiii). Rasch brachte man Witz mit Meister Konrad von Rottweil in Basel in Verbindung.
Die älteste Quelle, die ihn erwähnt, befindet sich in Basel, wo er am 21. Juni 1434 als Konrad von Rottweil in die dortige Zunft zum Himmel aufgenommen wurde. Zu dieser Zunft gehörten neben anderen auch die Maler. 1435 erhielt er das Basler Bürgerrecht. Er war zudem Mitglied der dortigen Lukasgilde.
Es sind nur Werke seiner letzten zwölf Lebensjahre bekannt. 1443 kaufte er in Basel das Haus Zum Pflug. Das späteste Lebenszeichen ist die Inschrift in dem Gemälde Der wunderbare Fischzug, die das Datum „1444“ angibt. 1447 wurde seine Frau Ursuline als Witwe erwähnt.

## Werk

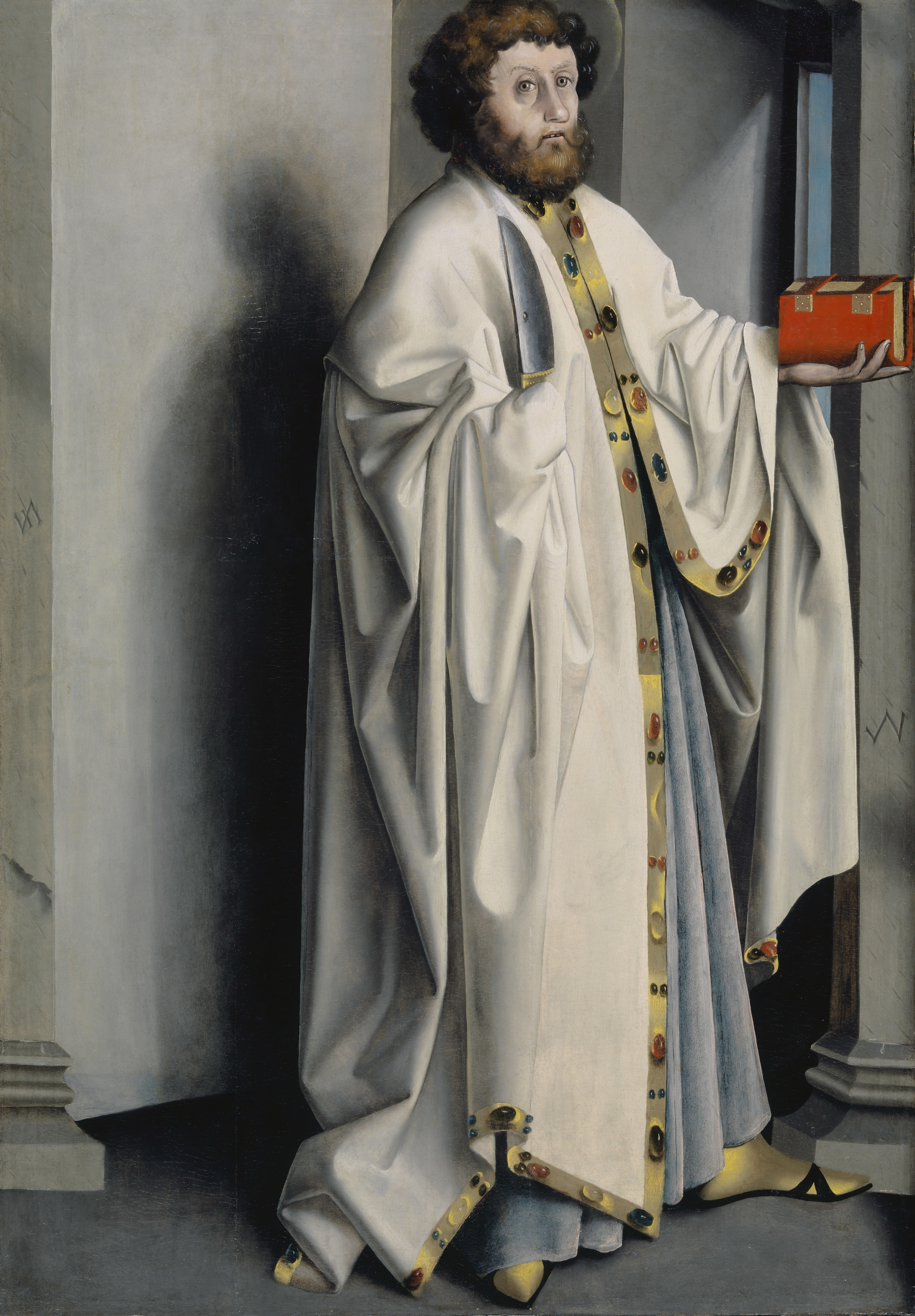
Hl. Bartholomäus vom Heilsspiegelaltar, um 1430/1435

Der Petrusaltar (auch Genfer Altar) mit seinen vier Tafeln ist das einzige signierte Werk von Witz, von dem die weiteren Zuschreibungen der Kunsthistoriker ausgehen.
Witz befasste sich kühn mit den Problemen, dreidimensionale Wirklichkeit in die zweidimensionale Malerei umzugestalten, und Innen- und Außenräume in der richtigen Perspektive zu porträtieren. Obwohl seine Innenperspektive nicht mathematisch richtig ist, stellt sie eine bemerkenswerte Tiefe dar. Im Wunderbaren Fischzug, einer Tafel des Petrusaltars, verlegt Witz die Szenerie des Sees Genezareth in die getreu abgebildete Landschaft des Genfersees mit dem Berg Le Môle und Petit Salève im Hintergrund. Es stellt dies die erste topografisch genau bestimmbare Landschaftsdarstellung der europäischen Malerei dar. Charakteristisch ist seine realistische Darstellung von Materialien, besonders des Glanzes von Metall, wie bei den Ritterrüstungen und Goldschmiedewerken auf seinen Bildern.

### Heilsspiegelaltar
Der Heilsspiegelaltar (um 1430/1435, auf mit Leinwand überzogene Eichenholztafeln gemalt) ist das Hauptwerk des Künstlers. Er schuf ihn vermutlich für die Augustinerchorherren-Stiftskirche St. Leonhard in Basel. Das Werk ist heute in Einzeltafeln zersägt, wobei die Vorder- von den Rückseiten getrennt wurden. Nicht alle Tafeln sind erhalten, sodass eine vollständige Rekonstruktion nicht möglich ist. Bei den erhaltenen Tafeln handelt es sich offenbar um Reste der Altarflügel. Der Mittelschrein, der möglicherweise geschnitzte Figuren oder Reliefs enthielt, die vielleicht von einem anderen Künstler stammten, ist verloren. Die Themen sind dem Heilsspiegel entnommen, einem mittelalterlichen Erbauungsbuch, in dem Ereignisse des Alten Testamentes und der antiken Geschichte als Vorläufer von Ereignissen des Neuen Testamentes dargestellt werden. Beispielsweise gelten die drei Helden vor König David als Vorläufer der Heiligen Drei Könige bei der Anbetung des Jesuskindes. Symbolisch überhöht wird diese Thematik durch die Gegenüberstellung von Ecclesia und Synagoge als Vertreterinnen des Christentums (Neues Testament) und des Judentums (Altes Testament). Hinzu treten die Heiligen (Augustinus und Bartholomäus).
| Bild | Teil/Tafel                                           | Höhe (in cm)                                         | Breite (in cm)       | Ausstellung/Sammlung/Besitzer |
| ---- | ---------------------------------------------------- | ---------------------------------------------------- | -------------------- | ----------------------------- |
|      | Außenseite, linker Flügel                            |                                                      |                      |                               |
|      | oben links: Ecclesia                                 | 86,3 (l.), 86,0 (r.)                                 | 80,4 (o.), 80,1 (u.) | Kunstmuseum Basel             |
|      | oben rechts: Engel der Verkündigung                  | 86,4 (l.), 86,4 (r.)                                 | 69,1 (o.), 68,7 (u.) | Kunstmuseum Basel             |
|      | unten links: Der heilige Augustinus                  | 103,0                                                | 81,5                 | Musée des Beaux-Arts, Dijon   |
|      | Außenseite, rechter Flügel                           |                                                      |                      |                               |
|      | oben rechts: Synagoge                                | 86,1 (l.), 86,1 (r.)                                 | 80,7 (o.), 80,6 (u.) | Kunstmuseum Basel             |
|      | unten links: Der heilige Bartholomäus                | 99,5 (l.), 99,5 (r.)                                 | 70,0 (o.), 69,7 (u.) | Kunstmuseum Basel             |
|      | Innenseite, linker Flügel                            |                                                      |                      |                               |
|      | oben links: Antipater vor Julius Cäsar               | 86,0 (l.), 86,0 (r.)                                 | 69,6 (l.), 69,8 (r.) | Kunstmuseum Basel             |
|      | oben rechts: Esther vor Ahasver                      | 85,4 (l.), 85,2 (r.)                                 | 79,4 (o.), 79,5 (u.) | Kunstmuseum Basel             |
|      | unten rechts: Augustus und die Tiburtinische Sibylle | 103,3                                                | 82,0                 | Musée des Beaux-Arts, Dijon   |
|      | Innenseite, rechter Flügel                           |                                                      |                      |                               |
|      | oben links: Die Königin von Saba vor Salomo          | 84,5 (l.), 84,5 (r.)                                 | 80,1 (o.), 79,9 (u.) | Staatliche Museen zu Berlin   |
|      | oben rechts: Abraham vor Melchisedek                 | 84,4 (l.), 84,8 (r.), original: 77,5 (l.), 78,0 (r.) | 68,7 (o.), 68,5 (u.) |                               |
|      | unten links: Sibbechai und Benaja                    | 99,3 (l.), 99,2 (r.)                                 | 70,3 (o.), 70,4 (u.) | Kunstmuseum Basel             |
|      | unten rechts: David und Abisai                       | 101,5 (l.), 101,7 (r.)                               | 81,4 (o.), 80,9 (u.) | Kunstmuseum Basel             |

### Andere Werke
| Bild | Titel | Datierung    | Maße, Material                                    | Ausstellung/Sammlung/Besitzer          |
| ---- | --- | ------------ | ------------------------------------------------- | -------------------------------------- |
|      | Hl. Christophorus                                                                                                   | 1435         | 102 × 81 cm, Tempera auf Eichenholz               | Kunstmuseum Basel                      |
|      | Die Heiligen Katharina und Maria Magdalena                                                                          | um 1440      | 161 × 131 cm, Tempera auf Holz                    | Musée de l’Œuvre Notre-Dame, Straßburg |
|      | Die Verkündigung an Maria                                                                                           | um 1437/1440 | 157 × 120 cm, Tempera auf Tannenholz              | Germanisches Nationalmuseum, Nürnberg  |
|      | Kreuzigung | 1444         | 34 × 26 cm, Nussbaumholz, übertragen auf Leinwand | Gemäldegalerie, Berlin                 |
|      | Petrusaltar |              |                                                   |                                        |
|      | Der Wunderbare Fischzug (linker Außenflügel des Petrusaltars)                                                       | 1444         | 132 × 154 cm, Tempera auf Tannenholz              | Musée d’art et d’histoire, Genf        |
|      | Befreiung Petri (rechter Außenflügel des Petrusaltars)                                                              | 1444         | 132 × 154 cm, Tempera auf Tannenholz              | Musée d’art et d’histoire, Genf        |
|      | Anbetung der Heiligen Drei Könige (linker Innenflügel des Petrusaltars)                                             | 1444         | 132 × 154 cm, Tempera auf Tannenholz              | Musée d’art et d’histoire, Genf        |
|      | St. Petrus und der Stifter, François de Metz (rechter Innenflügel des Petrusaltars)                                 |              |                                                   |                                        |
|      | Die Begegnung an der Goldenen Pforte (Rückseite der Verkündigung an Maria im Germanischen Nationalmuseum, Nürnberg) |              | 158 × 121 cm, Tannenholz                          | Kunstmuseum Basel                      |
|      | Madonna aus Olsberg bei Rheinfelden                                                                                 |              |                                                   | Kunstmuseum Basel                      |
|      | Die hl. Familie mit Heiligen in der Kirche                                                                          |              | 63,5 × 44,3 cm, Holz                              | Museo di Capodimonte, Neapel           |
|      | Wandmalereien des Basler Totentanzes                                                                                |              |                                                   | Historisches Museum Basel (Fragmente)  |

Werkstatt
- Sechs Karten des Ambraser Hofjagdspiels (Kunstkammer Wien)
- Der Fürbittaltar (Staatliche Museen zu Berlin / Kunstmuseum Basel)